# Крепость Шиндан
Крепость Шиндан расположена на вершине горы Шиндан (или Чиндан) на территории Гирканского национального парка в Астаринском районе Азербайджана. Расположена вблизи границы с Ираном — по дороге из Астары в Намин. Является одним из исторических памятников Астаринского района в Азербайджане, история которого восходит к доисламским временам.
Крепость занимает естественное плато на высоте 1826 метров, укрепленное полукруглыми каменными башнями. Плато хорошо заметно с дороги. С западной стороны находится старинное кладбище. Положение крепости использовалось при демаркации персидской границы.

## История
Считается, что крепость использовалась ещё во время восстания хуррамитов, и однажды сам Бабек посетил её. Другим важным событием в истории крепости Шиндан было восстание правителя Астары Талыш Хамза хана во время правления шаха Аббаса. Тогда Зульфугар-хан Гараманлы, правитель Ардебиля, осадил её, и Хамза-хан бежал в Ширван по морю.
В 1768 году Гара-хан сдал крепость Гидаят-Уллах-хану и был вынужден заплатить за себя крупный выкуп. Причиной конфликта стала про-русская политика Гара-хана. В 2003 году в крепости производились археологические раскопки.
Княжество Шиндан, или Шандан, граничило с Хайдаком. Жители его даже в XI в. не были исламизированы. Известно, что это княжество было постоянным источником беспокойства для арабского гарнизона «пограничной области» (ac-сагр), по скольку с его территории на Баб ал-абваб и другие мусульманские города постоянно нападали военные отряды «неверующих» (ал-куффар) с целью  захвата имущества. По этой причине оно было объявлено зоной войны (дарал-харб). В начале X в. Шиндан был настолько силен, что попытка крупномасштабной военной операции против него со стороны дарбандского амира и ширваншаха, имевшая целью расширить «пояс безопасности» вокруг Баб ал-абваба, также не увенчалась успехом: на помощь о сажденным пришли сариры и хазары. Али б.ал-Хасан «вместе с дарбандцами предпринял исламский поход против Шиндана»; такие походы продолжались и позже. С ослаблением хазарского влияния сужается и территория шинданцев. Если Дарбанд на севере и северо-западе в различные периоды своей истории граничил с Хамрином и Сариром, на юге - с Лакзом и Табарсараном , а на юго-западе - с Хайдаком , то Шиндан должен был, по мнению В.Ф. Минорского, занимать территорию, которая впоследствии стала называться Акуша-Дарго или Акуша (совр. Акушинский район Дагестана). Такая точка зрения очень близка к реальному положению вещей, которое складывается из сопоставления противоречивых данных источников. Однако Шиндан непосредственно примыкал к «поясу безопасности» ал-Баба, т.е. Дарпушу, причем со стороны гор, а Акуша не граничила с Дарпушем ни с одной из сторон. Указав на возможность интерпретации Шиндана (Шандана) как племенного названия с иранским суффиксом - ан , В.Ф. Минорский обратил внимание на название крепости Шандан «в советской части Талыша (в изгибе, который граница делает между Астарой и Ардебилем )». В персидских источниках эта крепость фигурирует в качестве резиденции тамошнего владетеля с титулом «испахбед Гиляна». Сасаниды вполне могли посылать гарнизоны для охраны кавказских перевалов из Гиляна, на что указывает нестройный хор местных источников о киланшахе / джилашахе, правившем в верхней части Табарсарана. По своему написанию  Шиндан напоминает Хндан , одно из ранних обозначений части Хайдака. Учитывая тот факт, что территории Шиндана и Хндана совпадают, можно было бы подумать об искажении этого топонима переписчиками. Однако в некоторых источниках упомянуты оба названия. Ал-'Усфури  приводит топоним Xшандан (варианты: Хсдан или Хшдан ), называя его рустаком; это обозначение использовалось лишь по отношению к подвластным иранцам крепостям «пограничья», которые продолжали так называться вплоть до XII в. включительно.